# René Escudié
 (12 août 2025).
Le texte peut changer fréquemment, n’est peut-être pas à jour et peut manquer de recul. N’hésitez pas à participer, en veillant à citer vos sources.
Pour les articles homonymes, voir Escudié.
René Escudié est un écrivain français né le 24 octobre 1941 à Clermont-Ferrand (Puy-de-Dôme) et mort le 12 août 2025 à Aimargues (Gard).
Il est auteur de littérature pour la jeunesse, dramaturge et s’est essayé au genre policier sous le nom de plume Virgil Lernay. Il anime des ateliers d’écriture dans plusieurs pays mais s’est aussi engagé dans la vie politique locale.

## Biographie

### Jeunesse et formation
René Escudié naît à Clermont-Ferrand dans le Puy-de-Dôme le 24 octobre 1941 de Joseph Escudié, inspecteur des PTT, et Andrée Josette Vindiolet.
À la Libération, le père de René est nommé à Paris, où il vivra toute son enfance. Ses parents l'initient au théâtre en l'amenant voir les grandes opérettes du Théâtre du Châtelet puis les créations du Théâtre national populaire de Jean Vilar. Un abonnement pris à son collège lui a ainsi permis de voir deux fois tous les spectacles du TNP des années cinquante, comme Le Cid (Corneille) et Le Prince de Hombourg avec Gérard Philipe.
Ses parents, inquiets des conséquences que sa passion naissante pour le théâtre pouvait avoir pour ses études, l'inscrivent au Lycée d'Ambert comme pensionnaire. Ils ne savaient pas qu'y enseignait un professeur également passionné de théâtre, Florent Olivier, qui faisait venir la Comédie de Saint-Étienne dans la petite ville et rencontrer, entre autres, Gabriel Monnet à ses élèves. C'est ainsi que René Escudié joue Créon (Thèbes) dans Antigone de Jean Anouilh et Perdican dans On ne badine pas avec l'amour d'Alfred de Musset.
Il obtient son baccalauréat au Lycée Gabriel Fauré à Foix où son père avait été nommé, puis entre en classe préparatoire Agro au Lycée Pierre de Fermat à Toulouse et au Lycée Joseph Joffre à Montpellier. Il intègre l'École Nationale d'Horticulture de Versailles avant de poursuivre des études de Lettres à la Faculté de Lille.

### Théâtre
Pendant toutes ces années, son amour du théâtre ne faiblit pas. Après avoir exercé divers métiers : professeur de lettres, assureur, représentant en matériel de bureau, il s’accorde un an pour devenir ce qu'il rêve d'être depuis l'âge de sept ans : écrivain. Il choisit dans ce but un emploi de veilleur de nuit dans une stations-service mais, croyant commencer un roman, c'est une pièce de théâtre qui vint au jour entre deux clients. Parallèlement, il rédige des nouvelles et publie la première, Les Gants, dans la revue L'Impossible.
Sur le conseil de Colette Godard, critique littéraire au Monde, il envoie une première pièce, Monsieur le Commissaire, à Lucien Attoun producteur du Nouveau Répertoire sur France-Culture et directeur de la collection Théâtre Ouvert aux éditions Stock. Celui-ci accepte la pièce pour la radio, puis une seconde, Le Jour de la Dominante, qu'il éditera dans sa collection.
Après deux années et demie, René Escudié obtient une bourse d'aide à la création et peut désormais se consacrer entièrement à l'écriture.

### Politique
René Escudié est conseiller municipal puis adjoint au maire de Cournonsec pendant cinq mandats. Il est à l'origine de la création de la médiathèque du village qui ensuite porte son nom, et de la transformation de l'Ancien Temple protestant en lieu d'expositions et de concerts.
En 1998, outré par la réélection de Jacques Blanc comme Président de la région Languedoc-Roussillon avec les voix du Front national, il décide de lui écrire tous les jours. Ces Chroniques de la Honte s’achèvent fin 1999, à la suite du décès de son fils.

### Vie associative et communautaire
René Escudié est un des premiers signataires de la Charte des Auteurs et Illustrateurs du Livre de Jeunesse.
En 1995, il initie et co-écrit Les Forgerons du temps pour le Salon de Troyes.
Il figure aussi parmi les premiers adhérents de l'Association des Écrivains Associés de Théâtre et en est brièvement le Président régional dans le Midi. Il participe alors à l'écriture d'une pièce collective, Les Îles éparses, et à plusieurs ouvrages collectifs parus aux Cahiers de l'Égaré : Marilyn après tout, Diderot pour tout savoir, Cervantès-Shakespeare : cadavres exquis.

### Vie privée
René Escudié a longtemps vécu avec sa femme, Catherine Lambremon, à Cournonsec. Pour des raisons médicales, il vivait à Aimargues. Il est père de deux enfants.

## Œuvre littéraire

### Théâtre
Il écrit une vingtaine de pièces :
 (août 2025).
- 1972 : Monsieur le commissaire, American center, Paris (mise en scène de Gabriel Blondé)
- 1972 : Sanarin-et-la-bete-a-manger-les-vilains, Carpentras, (mise en scène de Paul Barral, pièce pour enfants)

L'Abri, théâtre de fortune, paris, 1973, (mise en scène guy cambreleng)
Le Jour de la dominante, théâtre mécanique, paris 1974, (mise en scène alain françon)
Gigogne,, théâtre national de l'est parisien, 1976, (mise en scène pierre-etienne heymann)
Scenes d'exposition, beaubourg, paris, 1980, (mise en scène hélène vincent)
Piaf ou Qui j'aurai ete, romans, 1982, (mise en scène gérard morel)
Le Jeu de la marelle, montpellier, 1983, (mise en scène yves gourmelon)
Monsieur Émile, opéra de montpellier, 1983, (mise en scène florence thiébaut). monsieur emile a obtenu le prix de "l'acte a metz" 1989
Man, théâtre du rocher, la garde, 1985, (mise en scène césar gattegno)
Perquisition chez monsieur Vallès, Jules, théâtre du rocher, la garde, 1986, (mise en scène césar gattegno)
L'Épopee d'amour (les pardaillan), d'après michel zevaco, théâtre du rocher, la garde,  1986, (mise en scène alain aparis)
Piaf ou la fleur a la manche, nouvelle version, janvier 1988, chambéry/privas, (mise en scène gérard morel)
L'Auberge, théâtre du rocher, la garde,  1989, (mise en scène  césar gattegno)
Don Quichotte et Don Juan, théâtre du rocher, la garde, 1994, (mise en scène andré steiger)
Alceste à l'enfant Eumelos, compagnie des autres, festival d'avignon off, 1994, (mise en scène camille vivante)
Pons et Beatrix, pézenas, 1995, (mise en scène smaël benabdelhouab)
Les Voleurs de lumière, conte pour marionnettes, création 31 mai 1996, théâtre de matthieu, (mise en scène bernard quittet)
Le Chant de l'orb, oratorio pour Michel Galabru et orchestre, création le 9 août 1996, festival de l'orb, avène-les-bains)
À travers le toit, création le 22 novembre 1997 à marvejols, théâtre de la mauvaise tête, (mise en scène bernard grandjean)
Diable de bouillabaisse, création en avril 2000 à marseille, (compagnie le pied nu, conte pour enfants)
Histoire de terre, création en janvier 2001 à marseille, (compagnie les loups masqués, conte pour enfant)
L’Enfant sage, création en  décembre 2002 par le théâtre en l’r, (mise en scène micha cotte. écrite en résidence d’auteur à la chartreuse de villeneuve les avignon, a obtenu une bourse d’écriture du ministère de la culture)
Le Marabout du haut de l’escalier, en collaboration avec mohamed adi. création en mai 2005 au théâtre tourski à marseille (mise en scène mohamed adi)
Soundiata l'enfant-buffle, en collaboration avec mohamed adi, 2018 compagnie le pied nu marseille (mise en scène mohamed adi)
Bleu+bleu=quatre, en collaboration avec Mohamed Adi. Création le 17 mai 2024, Théâtre Les Chartreux Marseille (mis en scène Mohamed Adi)

### Littérature jeunesse
Au milieu des années 1970, il est sollicité pour l’écriture de théâtre pour enfants. Après plusieurs refus de sa part, il écrit Sanarin et la Bête-à-manger-les-vilains, ce qui lui fait rencontrer Isabelle Jan. Cette dernière le convainc que l'écriture pour enfants est une écriture à part entière. C’est ainsi le début d'une activité littéraire parallèle à l'écriture dramatique.
Il écrit plus d'une trentaine de romans et albums traduits dans une quinzaine de langues.
Il a lui-même traduit six romans de l'anglais : Robin de Catherine Storr, L'étrange affaire d'Adélaïde Harris et Black Jack de Leon Garfield, Chère Matilda, Chère Matilda s'en va-t-en ville, et Chère Matilda aux bains de mer de Christianna Brand, édités chez Nathan.

### Ateliers d'écriture
Lors de ses rencontres avec de jeunes lecteurs, plutôt que de répondre à la question répétitive « Où trouve-t-on les idées ? », il privilégie très tôt le travail en atelier d'écriture. Au cours des années, il fait écrire des centaines de livres, de pièces de théâtre, d'opéras ou de comédies musicales, par des milliers d'élèves, de la maternelle aux Institut universitaire de formation des maîtres, dans la France entière y compris la Guyane et la Polynésie. À l'étranger aussi : Liban,Espagne, Russie, Chypre, Maroc, Tunisie, Roumanie, République Tchèque, Belgique.

### Roman policier
En guise de réponse à sa mère lui reprochant de ne pas écrire des « choses qui pouvaient rapporter de l'argent », il rédige un roman policier proposé ensuite aux Éditions Fleuve Noir qui le publient : Minables story, sous le pseudonyme de Virgil Lernay.

## Publications
(août 2025).

### Théâtre
- 1980 : Sanarin et la bête à Manger-esl-Vilains, pièce pour enfants, Editions Magnard, collection Théâtre de la Jeunesse, Paris.
- 1973 : Le Jour de la dominante, Stock, Paris[13]

DON QUICHOTTE ET DON JUAN, Editions Crater, Paris 1994 ; Editions Bookelis, Aix en Provence 2015
LE CHANT DE L'ORB, In Contes de Cournonsec, éditions Bookelis, Aix en Provence 2015
LES VOLEURS DE LUMIÈRE, In Contes de Cournonsec, éditions Bookelis, Aix en Provence 2015
LA CHARRETTE A TRAVERSER LE TEMPS, Adaptation théâtrale de Gérard Hubert-Richou Editions SED mars 2002

### Pédagogie
Des gorilles aux yeux mauves, Editions du CRDP Montpellier 1988

### Livres d'art
SETE, LA MONTAGNE ATTENDRA, sur des dessins de Raphaël Ségura,  Espace-Sud Editions, Montpellier 1995

#### Romans
SANARIN, Editions Nathan Collection Arc-en-poche 1979
GRAND-LOUP-SAUVAGE, Editions Nathan Collection Arc-En-Poche 1980 ; Editions Press Pockett 1994
LA CHARRETTE A TRAVERSER LE TEMPS, Editions Nathan Collection Arc-En-Poche 1982
L'INVENTEUR, Editions Nathan Collection Arc-En-Poche 1988 ; Editions Nathan Collection Pleine Lune 1996
MAIS OU EST DONC PASSE LE PULPUL?, Editions MAGNARD Collection Tire-Livre 1985
ANNE A L'ECOLE DES FEMMES, Editions Nathan Collection Saga 1987
LE GOUTER DE MARGOT GATEAU, Editions Hatier Collection Tête Bêche Décembre 1997
LE GRAND JEU DE NICOLAS CHOCOLAT, Editions Hatier Collection Tête Bêche Octobre 1998
LA PETITE FILLE EN SUCRE, Editions Hatier mars 2002 tiré de la méthode de lecture CP Abracadalire
GUSTAVE, NAIN DE JARDIN, Editions Epigones Collection Myriades Novembre 1998
LE BIDULE DE NOAH, in "Comment ç'est fabriqué?" Editions Nathan Collection Mégascope mai 1999
599 999 999, in "6 milliards d'êtres humains" Editions Nathan Collection Mégascope septembre 1999
LE SECRET DU TONTON SAVANT, in Policiers et Détectives Editions Nathan Collection Mégascope juin 2001
LE CAVALIER IRLANDAIS, Éditions Michalon, janvier 2003
LE GRAND MATCH, Editions SED avril 2004
ROBIN ET SA GENETTE, Editions SED avril 2004

### Contes
HISTOIRES POUR LES ENFANTS DE SIX ANS, Editions Nathan 1986
LE PETIT MONSIEUR, Editions Ipomée 1986
L'ENFANT QUI AVAIT ACCROCHE LA LUNE, Editions Bayard -Presse Les Belles Histoires de Pomme d'Api 1980
CONTES DE COURNONSEC, Recueil de textes divers éditions Bookelis, Aix en Provence 2015
LE PETIT GARCON QUI N'AIMAIT PERSONNE, Editions Bayard -Presse Les Belles Histoires de Pomme d'Api 1980
LES TROIS PETITES FILLES, Editions Bayard -Presse Les Belles Histoires de Pomme d'Api 1981
LA PETITE FILLE SI PETITE, Editions Bayard -Presse Les Belles Histoires de Pomme d'Api 1981
LE SUCE-SUCE, Editions Bayard -Presse Les Belles Histoires de Pomme d'Api 1983
POULOU ET SEBASTIEN, Editions Bayard -Presse Les Belles Histoires de Pomme d'Api 1983
LES PEURS DE PETIT-JEAN, Editions Bayard -Presse Les Belles Histoires de Pomme d'Api 1990
LA DISPUTE DE POULOU ET SEBASTIEN, Editions Bayard -Presse Les Belles Histoires de Pomme d'Api 1993
LE MONSIEUR QUI N’AIMAIT RIEN, Editions Bayard -Presse Les Belles Histoires de Pomme d'Api mars 2002
REVEILLE-TOI ALI !, Editions Bayard -Presse Les Belles Histoires de Pomme d'Api juillet 2004
LA FEMME QUI REVAIT D’UN ENFANT, avec l’aide des enfants d’Apatou (Guyane), Editions Bayard -Presse Les Belles Histoires de Pomme d'Api août 2004

### Livres-cassettes
HISTOIRES POUR LES ENFANTS DE SIX ANS, Editions Nathan Pathé Marconi 1987, Textes dits par Anny Duperey
POULOU ET SEBASTIEN et LA DISPUTE DE POULOU ET SEBASTIEN, Editions Bayard 1992, Textes dits par Henri Dès

### Télévision
POULOU ET SEBASTIEN et LA DISPUTE DE POULOU ET SEBASTIEN, Coproduction Bayard/Canal J/FR3. Première diffusion en décembre 1995

### Scolaire
René Escudié est l'auteur de LUCIE, LA PETITE FILLE EN SUCRE dans ABRACADALIRE méthode de lecture pour le C.P. de Danièle et Edgar Fabre aux Editions Hatier
Il est également l’auteur de :
LE PAPILLON DE MARINE
LE SIGNE DE MALCOLM
BIJOU
Albums de la méthode de lecture CP Ricochet Editions SED mai 2003

### Politique
CHRONIQUES DES JOURNÉES DE LA HONTE, Tomes 1 et 2 éditions Bookelis, Aix en Provence 2015
GRAND-LOUP-SAUVAGE  a obtenu :
le Prix BARCO DE VAPOR  Madrid 1989)
le Prix RENAUDOT BENJAMIN Loudun 1995)
POULOU ET SEBASTIEN a obtenu :
le Prix SAINT BENOIT Paris 1991)
le Prix ECOLIRE Chartres 2004)
et a fait partie de la sélection des meilleurs livres pour enfants 1990 de TELERAMA et MIDI-LIBRE